# Evropska zveza za hokej na travi
Evropska zveza za hokej na travi (kratica EHF - European Hockey Federation) je evropsko krovno telo hokeja na travi. Ustanovljena je bila leta 1969 v Cardiffu, njen prvi predsednik je bil španec Pablo Negre. EHF danes združuje triinštirideset evropskih nacionalnih zvez za hokej na travi. EHF je tudi ena izmed petih kontinentalnih zvez, ki sestavljajo Mednarodno zvezo za hokej na travi (FIH).
Osnovno poslanstvo EHF je spodbujanje, razvoj in koordiniranje hokeja na travi v Evropi na vseh ravneh. EHF v imenu in v sodelovanju z nacionalnimi zvezami, organizira evropska tekmovanja v hokeju na travi in dvoranskem hokeju, v različnih kategorijah, na reprezentančni in klubski ravni. Trenutna predsednica EHF, ki ima sedež v Bruslju, je nizozemka Marijke Fleuren.